# Sinfonía n.º 3 (Rautavaara)
La Sinfonía n.º 3 es una sinfonía compuesta por el compositor finlandés Einojuhani Rautavaara entre 1959 y 1960.
Aunque se emplean procedimientos seriales, las armonías son firmemente tonales en todo momento. De hecho, los gestos románticos de la sinfonía, el uso majestuoso de los metales (incluidas las tubas de Wagner ), así como el uso de marcas de tempo alemanas, deben mucho a las sinfonías de Anton Bruckner, por lo que la sinfonía ha sido calificada por los críticos como una obra de estilo neobruckneriano.

## Movimientos
La sinfonía consta de cuatro movimientos:
1. Langsam, Breit, Ruhig
2. Langsam, doch nicht schleppend
3. Sehr Schnell
4. Bewegt

## Grabaciones
| Orquesta                                  | Director       | Compañía discográfica | Año de grabación | Formato         |
| ----------------------------------------- | -------------- | --------------------- | ---------------- | --------------- |
| Orquesta Filarmónica de Helsinki          | Leif Segerstam | Ondine                | 2007             | Híbrido CD/SACD |
| Real Orquesta Nacional Escocesa           | Hannu Lintu    | Naxos                 | 1997             | CD              |
| Orquesta Sinfónica de la Radio de Leipzig | Max Pommer     | Ondine                | 1988             | CD              |